# Vòng loại Giải vô địch bóng đá nữ U-19 châu Á 2015
Vòng loại Giải vô địch bóng đá nữ U-19 châu Á 2015 diễn ra vào tháng 11 năm 2014 nhằm chọn ra các đội tuyển tham dự vòng chung kết.

## Vòng một

### Bảng A
- Các trận đấu diễn ra tại Jordan.
- Giờ thi đấu tính theo giờ UTC+2.

| VT | Đội        | ST | T | H | B | BT | BB | HS  | Đ | Giành quyền tham dự |
| -- | ---------- | -- | - | - | - | -- | -- | --- | - | ------------------- |
| 1  | Uzbekistan | 3  | 3 | 0 | 0 | 12 | 0  | +12 | 9 | Vòng chung kết      |
| 2  | Jordan (H) | 3  | 2 | 0 | 1 | 6  | 4  | +2  | 6 |                     |
| 3  | Ấn Độ      | 3  | 1 | 0 | 2 | 4  | 6  | −2  | 3 |                     |
| 4  | Liban      | 3  | 0 | 0 | 3 | 1  | 13 | −12 | 0 |                     |

| Uzbekistan         | 2–0     | Ấn Độ |
| ------------------ | ------- | ----- |
| Kudratova 20', 35' | Báo cáo |       |

| Jordan                              | 3–0     | Liban |
| ----------------------------------- | ------- | ----- |
| Al-Khawaled 19', 51' · Al-Naber 88' | Báo cáo |       |

| Liban | 0–7     | Uzbekistan                                                            |
| ----- | ------- | --------------------------------------------------------------------- |
|       | Báo cáo | Muydinova 29', 45+3', 83' · Kudratova 33', 49', 79' · Shoyimova 90+4' |

| Ấn Độ    | 1–3     | Jordan                                    |
| -------- | ------- | ----------------------------------------- |
| Xaxa 30' | Báo cáo | Al-Khawaled 9' · Feras 56' · Al-Naber 70' |

| Ấn Độ                                | 3–1     | Liban      |
| ------------------------------------ | ------- | ---------- |
| Dangmei 33' · Xaxa 60' · Nganbam 87' | Báo cáo | Chehab 19' |

| Jordan | 0–3     | Uzbekistan                           |
| ------ | ------- | ------------------------------------ |
|        | Báo cáo | Muydinova 49' · Kudratova 83', 90+3' |

### Bảng B
- Các trận đấu diễn ra ở Sri Lanka.
- Giờ thi đấu tính theo giờ UTC+5:30.

| VT | Đội           | ST | T | H | B | BT | BB | HS | Đ | Giành quyền tham dự |
| -- | ------------- | -- | - | - | - | -- | -- | -- | - | ------------------- |
| 1  | Iran          | 2  | 2 | 0 | 0 | 10 | 1  | +9 | 6 | Vòng chung kết      |
| 2  | Sri Lanka (H) | 2  | 0 | 1 | 1 | 1  | 4  | −3 | 1 |                     |
| 3  | Palestine     | 2  | 0 | 1 | 1 | 0  | 6  | −6 | 1 |                     |

| Sri Lanka | 0–0     | Palestine |
| --------- | ------- | --------- |
|           | Báo cáo |           |

| Iran                                     | 4–1     | Sri Lanka     |
| ---------------------------------------- | ------- | ------------- |
| Behesht 20', 33', 89' · Khodabakhshi 24' | Báo cáo | Aberathna 71' |

| Palestine | 0–6     | Iran                                                   |
| --------- | ------- | ------------------------------------------------------ |
|           | Báo cáo | Khosravi 3', 38', 44' · Behesht 11' · Rahmati 74', 77' |

### Bảng C
- Các trận đấu diễn ra tại Việt Nam.
- Giờ thi đấu tính theo giờ UTC+7.

| VT | Đội          | ST | T | H | B | BT | BB | HS  | Đ | Giành quyền tham dự |
| -- | ------------ | -- | - | - | - | -- | -- | --- | - | ------------------- |
| 1  | Úc           | 3  | 3 | 0 | 0 | 28 | 0  | +28 | 9 | Vòng chung kết      |
| 2  | Việt Nam (H) | 3  | 2 | 0 | 1 | 17 | 3  | +14 | 6 |                     |
| 3  | Hồng Kông    | 3  | 1 | 0 | 2 | 2  | 13 | −11 | 3 |                     |
| 4  | Singapore    | 3  | 0 | 0 | 3 | 1  | 32 | −31 | 0 |                     |

| Úc                                                                       | 6–0     | Hồng Kông |
| ------------------------------------------------------------------------ | ------- | --------- |
| Crummer 25' · Harrison 49' · Ibini-Isei 65' · Condon 73' · Goad 76', 84' | Báo cáo |           |

| Việt Nam | 11–0    | Singapore |
| --- | ------- | --------- |
| Bùi Thị Trang 5' · Nguyễn Thanh Huyền 14' · Lê Hoài Lương 16', 45', 47', 62', 83' · Biện Thị Hằng 24', 77' · Thanh Tâm 42', 90+3' | Báo cáo |           |

| Singapore | 0–19    | Úc |
| --------- | ------- | --- |
|           | Báo cáo | Franco 5', 11', 29', 35', 44', 59' · Chidiac 23', 70' · Baker 25', 45', 72', 80' · Goodrich 34' · Goad 50' · Binte Ros 68' (l.n.) · Condon 74' · Price 83' (ph.đ.), 86' · Harrison 90+2' |

| Hồng Kông | 0–6     | Việt Nam                                                                             |
| --------- | ------- | ------------------------------------------------------------------------------------ |
|           | Báo cáo | Nguyễn Kim Anh 4', 50' · Bùi Thị Trang 25' · Thùy Trang 38' · Lê Hoài Lương 39', 73' |

| Singapore | 1–2     | Hồng Kông                                 |
| --------- | ------- | ----------------------------------------- |
| Siti 12'  | Báo cáo | Sharon Fung 58' · Lý Dĩnh Hân 60' (ph.đ.) |

| Úc                                          | 3–0     | Việt Nam |
| ------------------------------------------- | ------- | -------- |
| Harrison 8' (ph.đ.) · Goad 56' · Franco 81' | Báo cáo |          |

### Bảng D
- Các trận đấu diễn ra tại Thái Lan.
- Giờ thi đấu tính theo giờ UTC+7.

| VT | Đội               | ST | T | H | B | BT | BB | HS | Đ | Giành quyền tham dự |
| -- | ----------------- | -- | - | - | - | -- | -- | -- | - | ------------------- |
| 1  | Thái Lan          | 2  | 1 | 1 | 0 | 2  | 1  | +1 | 4 | Vòng chung kết      |
| 2  | Myanmar (H)       | 2  | 0 | 2 | 0 | 0  | 0  | 0  | 2 |                     |
| 3  | Đài Bắc Trung Hoa | 2  | 0 | 1 | 1 | 1  | 2  | −1 | 1 |                     |

| Đài Bắc Trung Hoa | 0–0     | Myanmar |
| ----------------- | ------- | ------- |
|                   | Báo cáo |         |

| Thái Lan                   | 2–1     | Đài Bắc Trung Hoa |
| -------------------------- | ------- | ----------------- |
| Jiraporn 12' · Jenjira 63' | Báo cáo | Phan Ngạn Hân 34' |

| Myanmar | 0–0     | Thái Lan |
| ------- | ------- | -------- |
|         | Báo cáo |          |